# 特別永住者
特別永住者（日语：／ Tokubetsu Eijūsha），是祖先或本人曾是日本殖民地（臺灣、朝鲜）居民而擁有日本國籍，第二次世界大战後因條約失去日本國籍，但繼續居留日本而获得特别永久居留权的日本居民。

## 历史
根據驻日盟军总司令部（GHQ） 在 1945 年佔領初期發布的法令，在日臺灣人與在日朝鮮人原則上是「解放人民」，但必要時也視為敵國人，其法律地位模糊未定。1947 年，日本政府发布《外國人登錄令》，明定臺灣人與朝鮮人為外國人。
1952 年，同盟國与日本签订的舊金山和約生效，日本恢復國家主權。同日，日本政府发布《125号法》，即《外國人登錄法》，以及《126号法》，處理舊殖民地人民的國籍問題。
《126号法》规定，在舊金山和約最初生效日脫離日本國籍者，且從1945年9月2日以前到1952年4月28日為止持續居留本國的朝鮮人、臺灣人（包括1945年9月3日到1952年4月28日為止在本國出生者），不適用出入國管理令第22條之2第1項之規定，在相關法律制定並得以確定其在留資格與在留期間之前，可以不取得其他在留資格之下， 持續在本國居留。適用這項辦法的朝鮮人，臺灣人一般被稱為「法126適用者」，其子女也适用该法取得在留资格。在此期间，法126適用者与其他外国人一样，要隨身攜帶外國人登錄證，還要在登錄文件上按捺指紋，离开日本后再入國有可能接受审查。
二戰後的幾年國籍選擇期間內，已經移居日本的朝鮮人居民（即在日朝鮮人）獲許自動成為日本公民。但許多人由於日本人的反韓偏見而猶豫，或因為年紀過小，沒有申辦歸化日本籍，又因為朝鲜战争而沒有回去母國。1952年《舊金山條約》生效後，日本解除了與殖民地事務的一切法律聯繫，他們沒有獲得母國國籍，同時失去日本國籍，成為了滯留日本的無國籍民。
在1965年簽訂《韩日基本条约》之後，這些日本長大的在日朝鮮人，獲得了特別永住者身份的折衷辦法，身份認同與日本人基本沒有差異，但在從事公務員等行業時有限制。根据《日韓法的地位協定》，擁有大韓民國籍的在日朝鮮人法126適用者，從1966年1月起5年之內，只要向出入國管理局提出申請，即可獲准「協定永住」。對於協定永住者，日本政府給予較多的保障，例如，一般外國人如果被處一年以上的徒刑就會被強制遣返，但是協定永住者除非觸犯七年以上重刑者，不會輕易被強制遣返。
台湾人及不愿取得大韩民国国籍的朝鲜人，则没有类似《日韓法的地位協定》中的保证。此类人士继续适用《法126》，直到 1991 年日本修改外國人管理法令。特别永驻权的身份由《关于因与日本和平条约而丧失日本国籍人士的移民管理特例法》（「日本国との平和条約に基づき 日本の国籍を離脱した者等の出入国管理に関する特例法」）规定，法律于1991年11月1日生效。

## 概况
截止到2024年，日本有約27萬名特別永住者。

## 另見
- 永久居留權
- 部落民
- 爱沙尼亚外国人护照、非公民：與特別永住者相似的愛沙尼亞與拉脫維亞國籍政策。